# 跨城 (佛罗里达州)
跨城（英語：Cross City），是美国佛罗里达州迪克西縣下属的一座城镇。建立于1924年。面积约为4.9平方公里（约合1.9平方英里）。根据2010年美国人口普查，该市有人口1,728人。论人口在本州排行第298。